# Transformation (sport)
Pour les articles homonymes, voir Transformation.
Une transformation est, selon le sport, l'action de réussir un tir au pied entre les poteaux au-dessus de la transversale, ou celle de porter le ballon dans la zone d'en-but après un touchdown.

## Au rugby
Au rugby, que ce soit au rugby à XV, à XIII ou à sept, elle se déroule à la suite d'un essai.
En rugby à XIII, pendant le coup de pied de transformation, les adversaires doivent se retirer vers leur ligne d'en but et à au moins à 10 mètres de la « marque ». Le coup de pied peut alors être donné d'un point quelconque situé sur la parallèle à la ligne de touche partant de l'endroit où l'essai a été accordé. Les deux juges de touches sont alors envoyés à chaque poteau du but : si un juge estime que le but est réussi, il doit lever le drapeau au-dessus de sa tête, sinon il doit agiter le drapeau devant lui, plus bas de sa ceinture. En cas de désaccord entre les deux, c'est l'arbitre qui tranche. Comme pour le coup de pied de pénalité, pour juger d'un coup de pied, les poteaux sont supposés indéfiniment prolongés en hauteur.

## En football américain et canadien
La transformation (également dénommée en anglais extra point et point(s) after touchdown, ou conversion au Canada) survient immédiatement après un touchdown (appelé touché au Canada). Cette conversion est de deux types :
- à 1 point : l'équipe ayant inscrit le touchdown le transforme par un coup de pied entre les poteaux comme un field goal (comme au rugby) ;
- à 2 points : l'équipe ayant inscrit le touchdown, décide de jouer à la main en tentant de porter (à la course) ou lancer (à la passe) le ballon dans la zone d'en-but (comme lors d'un touchdown). Cette action est dénommée two-point conversion.

Selon les règles de la ligue, deux points peuvent également être inscrits par un safety.

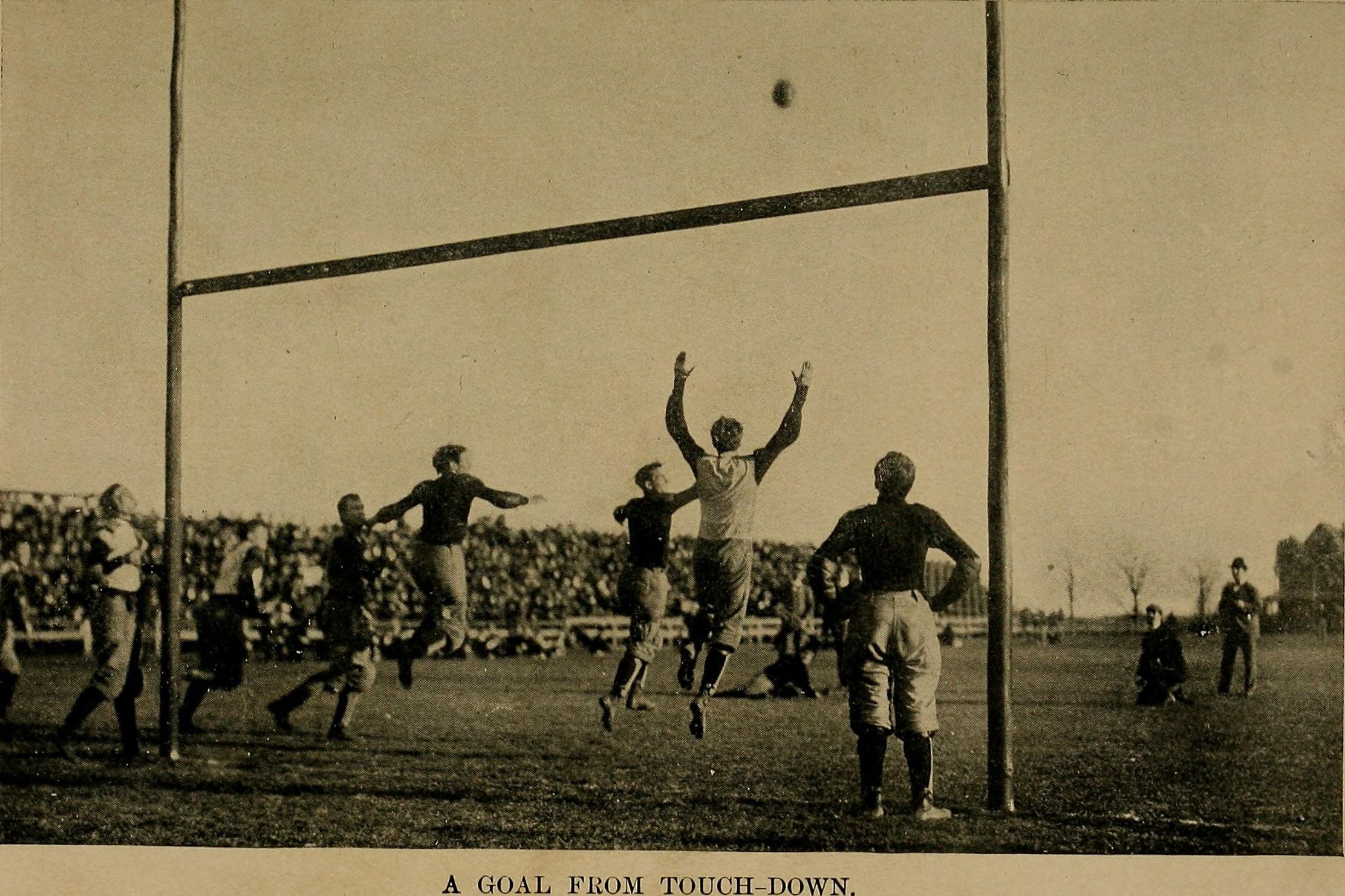
Un point de conversion après touchdown.
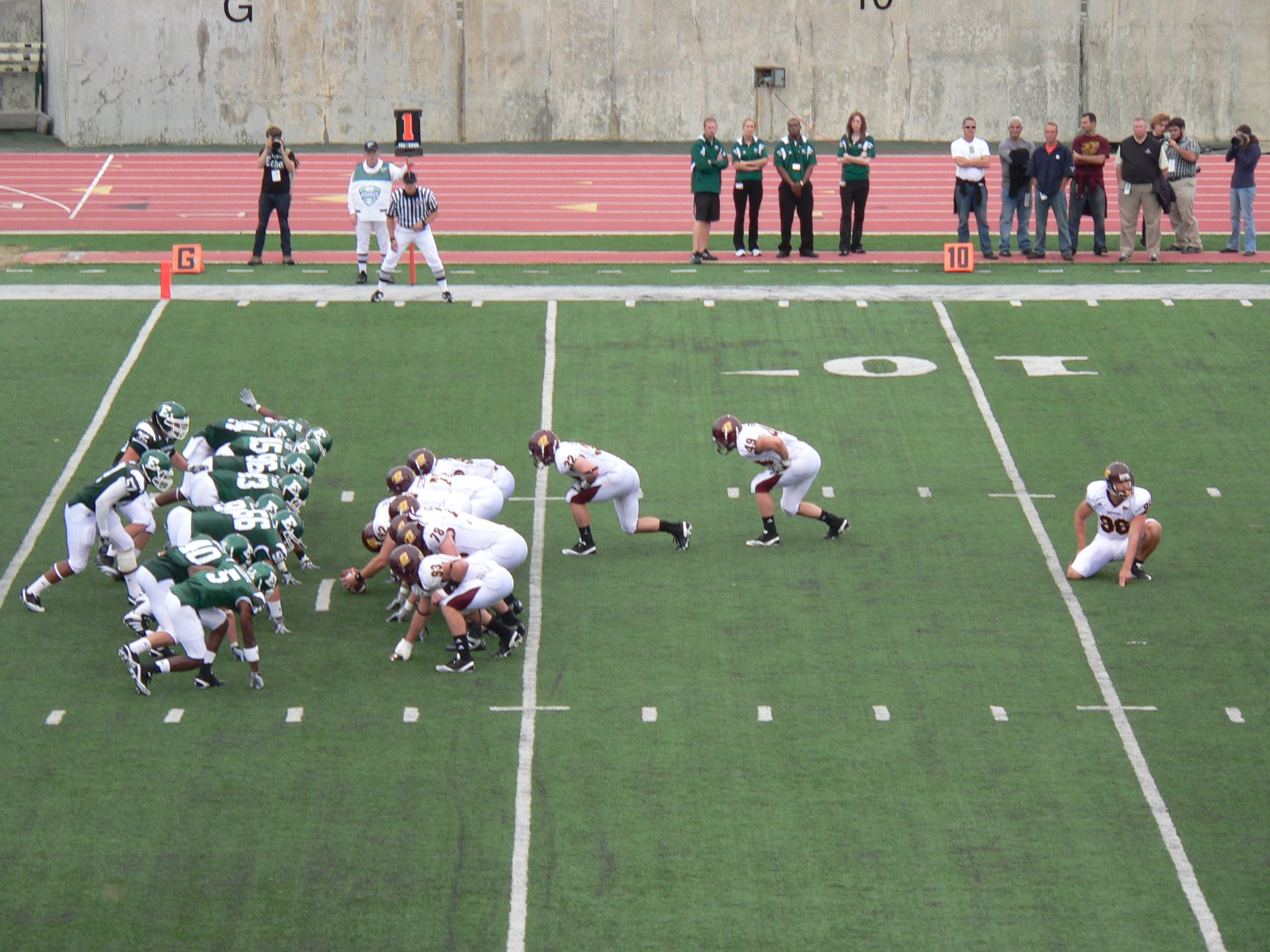
Position des joueurs avant la conversion.
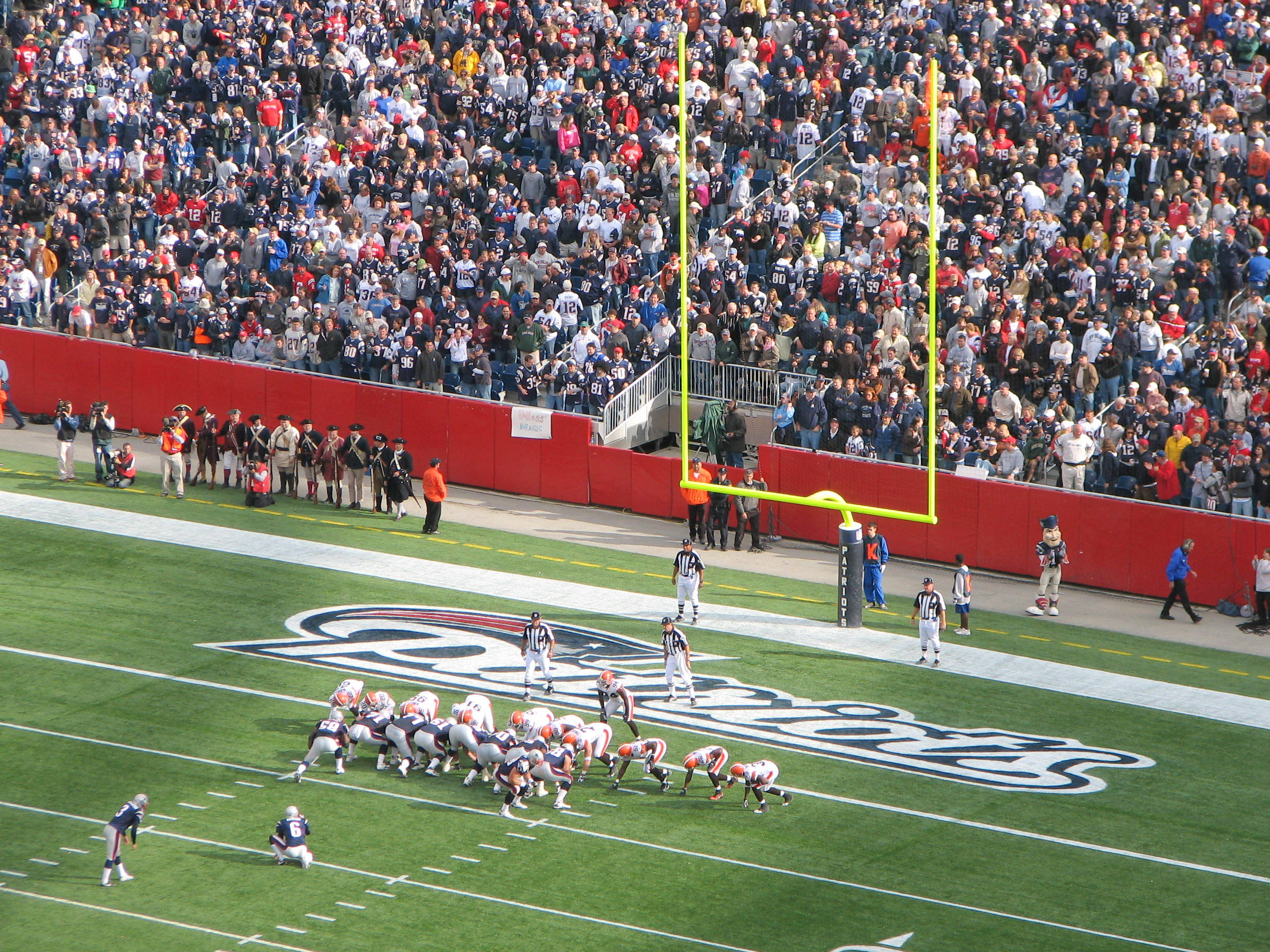
Transformation par botté après un touchdown.